# Bella Heathcote
Bella Heathcote, född 1987, är en australisk skådespelerska.

## Filmografi (i urval)
- 2011 – In Time
- 2012 – Dark Shadows
- 2014 – The Rewrite
- 2016 – The Neon Demon
- 2017 – Fifty Shades Darker
- 2017 – Professor Marston and the Wonder Women
- 2020 – Relic